# Спрінг-Гров (Іллінойс)
Спрінг-Гров (англ. Spring Grove) — селище (англ. village) в США, в окрузі Макгенрі штату Іллінойс. Населення — 5487 осіб (2020).

## Географія
Спрінг-Гров розташований за координатами 42°27′0″ пн. ш. 88°14′31″ зх. д. / 42.45000° пн. ш. 88.24194° зх. д. (42.450014, -88.241952).  За даними Бюро перепису населення США в 2010 році селище мало площу 22,57 км², з яких 22,49 км² — суходіл та 0,08 км² — водойми.

## Демографія
Згідно з переписом 2010 року, у селищі мешкало 5778 осіб у 1828 домогосподарствах у складі 1630 родин. Густота населення становила 256 осіб/км².  Було 1886 помешкань (84/км²).
Расовий склад населення:
| - 97,0 % — білих - 0,8 % — азіатів - 0,6 % — чорних або афроамериканців - 0,2 % — корінних американців - 0,1 % — вихідців з тихоокеанських островів |

До двох чи більше рас належало 1,0 %. Частка іспаномовних становила 3,2 % від усіх жителів.
За віковим діапазоном населення розподілялося таким чином: 29,1 % — особи молодші 18 років, 62,8 % — особи у віці 18—64 років, 8,1 % — особи у віці 65 років та старші. Медіана віку мешканця становила 40,8 року. На 100 осіб жіночої статі у селищі припадало 99,4 чоловіків;  на 100 жінок у віці від 18 років та старших — 99,2 чоловіків також старших 18 років.
Середній дохід на одне домашнє господарство  становив 119 094 долари США (медіана — 105 595), а середній дохід на одну сім'ю — 123 110 доларів (медіана — 110 455). За межею бідності перебувало 4,5 % осіб, у тому числі 1,1 % дітей у віці до 18 років та 8,6 % осіб у віці 65 років та старших.
Цивільне працевлаштоване населення становило 2546 осіб. Основні галузі зайнятості: виробництво — 14,7 %, науковці, спеціалісти, менеджери — 13,3 %, освіта, охорона здоров'я та соціальна допомога — 12,8 %.